# Івотська сільська рада
Іво́тська сільська́ ра́да — колишній орган місцевого самоврядування в Шосткинському районі Сумської області. Адміністративний центр — село Івот.

## Загальні відомості
- Населення ради: 904 особи (станом на 2001 рік)

## Населені пункти
Сільській раді були підпорядковані населені пункти:
- с. Івот

## Склад ради
Рада складалася з 14 депутатів та голови.
- Голова ради: Дуб Олександр Григорович
- Секретар ради: Пищик Надія Іванівна

### Керівний склад попередніх скликань
| Прізвище, ім'я, по батькові | Основні відомості | Дата обрання | Дата звільнення |
| --------------------------- | --- | ------------ | --------------- |
| Дуб Олександр Григорович    | Сільський голова, 1973 року народження, освіта середня спеціальна, член Соціал-демократичної партії України (об'єднаної) | 26.03.2006   | 31.10.2010      |
| Дуб Олександр Григорович    | Сільський голова, 1973 року народження, освіта середня спеціальна, безпартійний                                          | 31.10.2010   |                 |

Примітка: таблиця складена за даними сайту Верховної Ради України

## Населення
Згідно з переписом УРСР 1989 року чисельність наявного населення сільської ради становила 1067 осіб, з яких 445 чоловіків та 622 жінки.
За переписом населення України 2001 року в сільській раді мешкали 893 особи.

### Мова
Розподіл населення за рідною мовою за даними перепису 2001 року:
| Мова       | Відсоток |
| ---------- | -------- |
| російська  | 71,57 %  |
| українська | 28,43 %  |